# Constance
Constance è un film del 1998 diretto da Knud Vesterskov.
La pellicola è il primo film erotico per donne prodotto dalla Zentropa, casa di produzione di Lars von Trier, seguito da Pink Prison (1999) e All About Anna (2005). Tutti e tre i film sono basati sul Manifesto del Puzzy Power redatto dalla Zentropa nel 1997.